# SN 2005gf
SN 2005gf – supernowa typu Ia odkryta 22 września 2005 roku w galaktyce A221616+0042. W momencie odkrycia miała maksymalną jasność 21,30m.